# Paula Patton

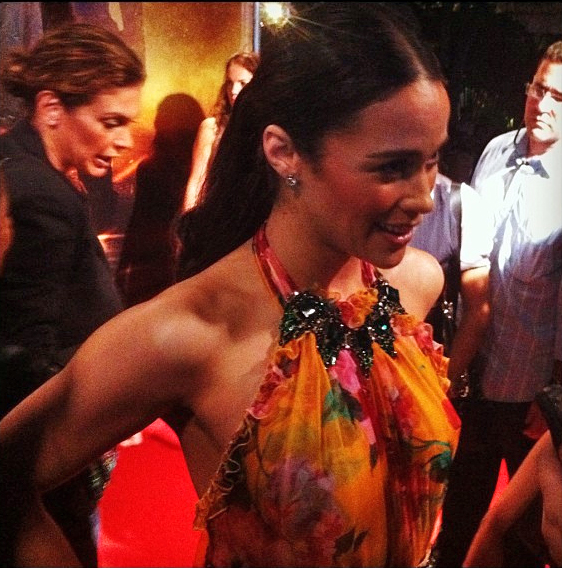
Paula Patton en 2011.

Paula Maxine Patton (Los Ángeles, California, 5 de diciembre de 1975) es una actriz estadounidense, reconocida por su trabajo en las películas Dejá vu, Precious, Misión imposible: Protocolo fantasma, 2 Guns y Jumping the Broom.

## Biografía
Patton nació, creció, y vive en Los Ángeles, California, donde estudió en el Instituto Hamilton de Artes Dramáticas. Al graduarse, fue escogida con otros tres jóvenes realizadores para el documental "The Ride", de la cadena PBS, que seguía a los cuatro directores noveles mientras rodaban un documental sobre los jóvenes en Estados Unidos.
Después de matricularse en la Universidad de Berkeley, decidió cambiar y seguir sus estudios en la prestigiosa Escuela de Cine de la USC (Universidad del Sur de California), donde se licenció cum laude (con honores). Trabajó de ayudante de producción hasta ser la productora de la serie "Medical Diaries", de Discovery Channel.

## Vida personal
Patton comenzó a salir con el músico y cantante Robin Thicke cuando él tenía 24 años. Se casaron en 2005 y juntos tienen un hijo, Julian Fuego Thicke, nacido el 6 de abril de 2010. Thicke y Patton se separaron en febrero de 2014.
En octubre de 2014, Paula Patton presentó la demanda de divorcio ante un juzgado de Los Ángeles, indicando diferencias irreconciliables señalando como fecha de separación el 21 de febrero de 2015.

## Filmografía
Cine
| Año  | Título                               | Personaje                      | Notas              |
| ---- | ------------------------------------ | ------------------------------ | ------------------ |
| 2018 | Traffik                              | Brea                           | También productora |
| 2016 | The Do Over                          | Heather                        |                    |
| 2016 | Warcraft                             | Garona                         |                    |
| 2016 | The Perfect Match                    | Sherry                         | También productora |
| 2014 | About Last Night                     | Allison                        |                    |
| 2013 | Baggage claim                        | Montana Moore                  |                    |
| 2013 | 2 Guns                               | Deb Rees                       |                    |
| 2012 | Disconnect                           | Cindy Hull                     |                    |
| 2011 | Jumping the Broom                    | Sabrina Watson                 |                    |
| 2011 | Misión imposible: Protocolo fantasma | Jane Carter                    |                    |
| 2010 | Just Wright                          | Morgan Alexander               |                    |
| 2009 | Precious                             | Ms. Blu Rain                   |                    |
| 2008 | Mirrors                              | Amy Carson                     |                    |
| 2008 | Swing Vote                           | Kate Madison                   |                    |
| 2006 | Déjà vu                              | Claire Kuchever                |                    |
| 2006 | Idlewild                             | Angel Davenport/Sally B Shelly |                    |
| 2005 | London                               | Alex                           |                    |
| 2005 | Hitch                                | Mandy                          |                    |

Televisión
| Año  | Título                            | Papel                        | Notas                          |
| ---- | --------------------------------- | ---------------------------- | ------------------------------ |
| 2018 | Somewhere between                 | Laura Price                  | 10 episodios                   |
| 2012 | Single Ladies                     | Layla Twilight               | 2 episodios                    |
| 2011 | Law & Order: Special Victims Unit | Fiscal de distrito Mikka Von | 5º episodio de la temporada 12 |
| 2005 | Murder Book                       |                              | Película para televisión       |